# Puisenval
Puisenval település Franciaországban, Seine-Maritime megyében. Lakosainak száma 31 fő (2022. január 1.). Puisenval Fresnoy-Folny, Grandcourt, Preuseville, Saint-Pierre-des-Jonquières és Smermesnil községekkel határos.

## Népesség
A település népességének változása:
| Lakosok száma | 28   | 27   | 26   | 25   | 24   | 24   | 23   | 27   | 31   |
|               | 2013 | 2015 | 2016 | 2017 | 2018 | 2019 | 2020 | 2021 | 2022 |